# Эль-Уали, Мустафа Сайед
Мустафа Сайед Эль-Уали (араб. مصطفى السيد (والي)‎; 1948, Бир-Лелу — 9 июня 1976, Иншири) — государственный и политический деятель Сахарской Арабской Демократической Республики (САДР). Первый президент САДР.

## Биография
Родился в 1948 году в лагере кочевников сахарави где-то в пустыне Хаммада в восточной части Испанской Сахары или северной части Мавритании. В некоторых источниках местом рождения значится Бир-Лелу, который является символичным для Полисарио, поскольку там состоялось провозглашение независимости Сахарской Арабской Демократической Республики (САДР). Его родители были бедны, отец — инвалид, с учетом серьёзной засухи в Сахаре в том году и последствий войны Ифни семье пришлось отказаться от традиционного бедуинского образа жизни сахарави, поселившись недалеко от Тан-Тана (ныне южная часть Марокко) в конце 1950-х. Некоторые источники утверждали, что его семья была депортирована в Марокко испанскими властями в 1960 году. Поступил в начальную школу в Тан-Тане в 1962 году, а затем продолжил обучение в Исламском институте в Таруданте в 1966 году с хорошей успеваемостью, получив стипендию для учебы в университете в Рабате в 1970 году.
Согласно утверждениям Александра Мехди Беннуна в его книге «Héros Sans Gloire», Эль-Уали был сыном члена Марокканской армии освобождения. Предположительно, он был членом Национального союза студентов-марокинов в Марокко и был завербован Мохамедом Беннуной, чтобы присоединиться к «Танзим», арабской националистической и социалистической организации, которая была создана с целью свергнуть монарха Хасана II и получил поддержку Сирии, Ливии и Алжира. Эль-Уали предположительно обучался в Ливии, а его наставником был человек по имени «Немри». Беннуна утверждает, что смерть Махмуда и Немри, а также неустойчивые отношения между «Танзим» и Алжиром привели к созданию Полисарио. Мехди Беннуна рассматривает это как часть вооружённой революции в Марокко и политического инакомыслия против марокканского правящего клана.
Эль-Уали беспокоило испанское колониальное правление над территорией Сахары и хотя он никогда не участвовал в Харакат Тахрир, известие о интифаде Земла произвело на него глубокое впечатление. В 1972 году вернулся в Тан-Тан, где начал организовывать группу под названием «Эмбриональное движение за освобождение Сегиет-эль-Хамра и Рио-де-Оро». После демонстрации народа сахарави в Тан-Тане в июне 1972 года группа из 20 участников, включая Эль-Уали, была задержана и подвергнута пыткам марокканской полицией. Затем он провел переговоры с другими группами сахарави из Западной Сахары, Алжира и Мавритании, и в 1973 году вместе с ними основал народно-освободительное движение Полисарио. Через несколько дней после основания Эль-Уали и Брагим Гали возглавили группу из шести плохо вооруженных партизан в ходе рейда на испанский форпост Эль-Хангу 20 мая 1973 года, что стало первой вооружённой акцией Полисарио. Эль-Уали и ещё один боец были ненадолго взяты в плен в ходе боя, но им удалось бежать, когда Брагим Гали и другие члены группы атаковали испанские войска.
В апреле 1974 года возглавил делегацию Полисарио, которая участвовала во встрече Панафриканского молодежного движения в Бенгази (Ливия). В августе 1974 года был избран генеральным секретарем Полисарио, сменив на этом посту Брагима Гали. К 1975 году Испания была вынуждена отвести войска в крупные прибрежные города и неохотно согласилась на переговоры о передаче власти.
9 июня 1976 года был убит осколком снаряда в голову, возвращаясь после крупного рейда Полисарио на столицу Мавритании Нуакшот, в ходе которого они обстреляли президентский дворец. При отступлении, преследуемая мавританскими войсками, бронетехникой и авиацией, группа во главе с Эль-Уали отделилась от основной колонны, направляясь в Бенихаб (примерно 100 км к северу от Нуакшота) с намерением разрушить водопровод, снабжавший столицу. Другие источники утверждают, что последующий бой произошел в 60 км к северу от Акжужта. Они были окружены и блокированы мавританскими войсками с помощью бронеавтомобилей Panhard AML, а затем убиты. Тело Эль-Уали было отправлено в Нуакшот и тайно захоронено (в 1996 году, через 20 лет после его смерти, было обнаружено точное место его захоронения), где лежит до сих пор. На должности генерального секретаря его сменил исполняющий обязанности Махфуд Али Бейба, который затем сменен Мухаммедом Абдельазизом после проведения III Всеобщего народного собрания Полисарио в августе 1976 года.